# Mosquée Azam de Qom

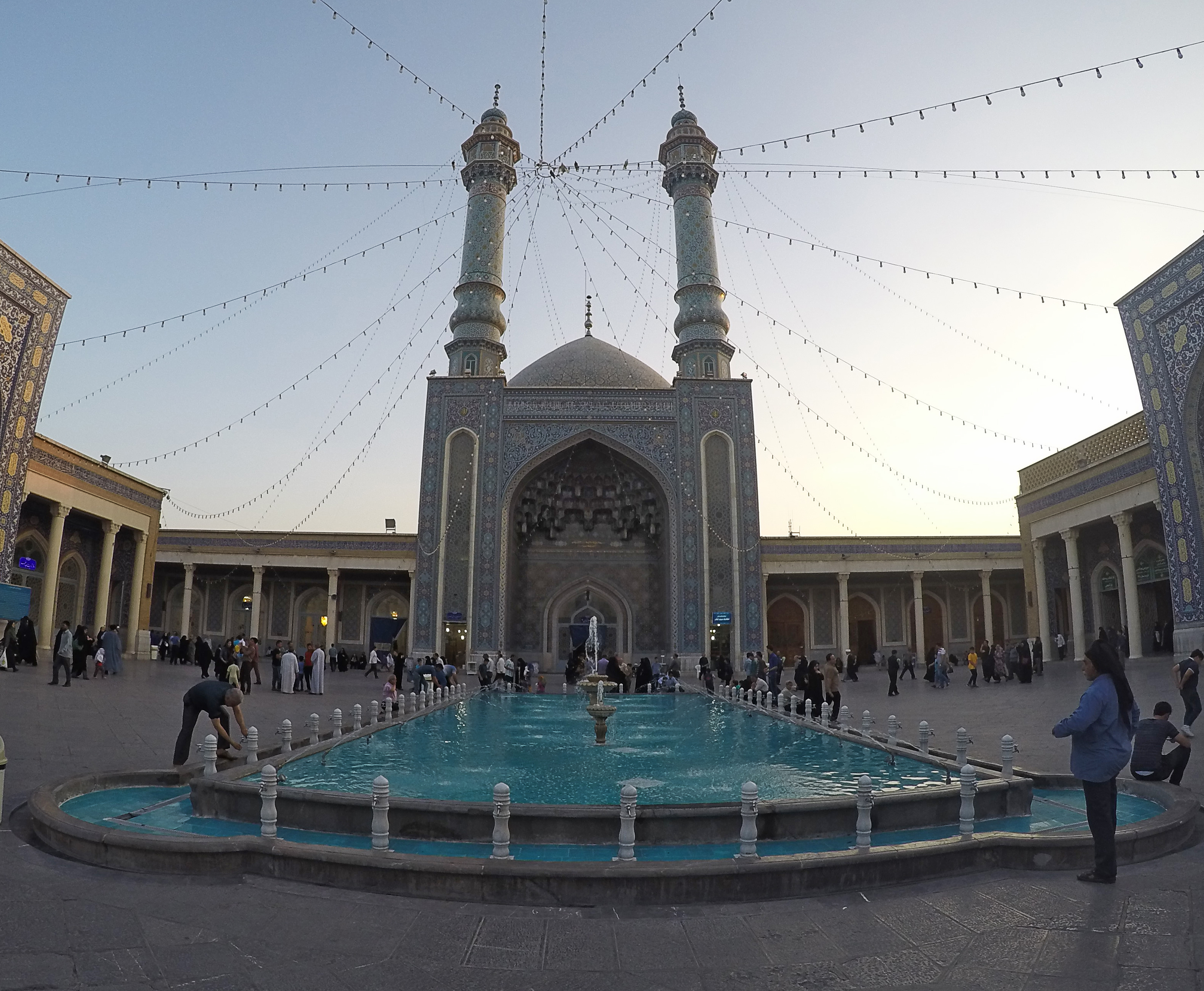
Azam Mosque of Qom

La mosquée Azam de Qom (persan : مسجد اعظم قم), ou Masjid-Azam situé à Qom, en Iran, a été construit par Seyyed Hossein Borujerdi, grand Shia Marja 'à côté du Sanctuaire de Fatima Masoumeh.

## Histoire
Le 22 juin 1954, la première pierre de cette grande mosquée a été posée. Sa construction a pris fin en 1961. 
En septembre 1964, l'ayatollah Khomeini a donné la conférence à la mosquée 'Azam à Qom.
La mosquée Azam à Qom a été inscrite comme monument national historique de quatorze mille. Pour honorer Seyyed Hossein Borujerdi, le cinquantième anniversaire de son décès s'est tenu à la mosquée Azam à Qom.

## Caractéristiques
La mosquée Azam a été construite sur la base de l' architecture islamique. Cette mosquée était composée de quatre salles de prière et de trois balcons imposants. Le diamètre du grand dôme de la mosquée est de 30 mètres et sa hauteur au-dessus du toit de la mosquée est de 15 mètres et 35 mètres du sous-sol de la mosquée. Les minarets de la mosquée ont 25 mètres de longueur au-dessus du toit de la mosquée et à 45 mètres du sous-sol de la mosquée. La partie supérieure des minarets est de 5 mètres. Il a une section spéciale et sert à appeler à la prière (A'zaan). Une tour d'horloge imposante avec une grande horloge est située au nord de la mosquée et cette tour peut être vue des quatre côtés de la mosquée.

## Voir également
- Liste des mosquées en Iran
- Seyyed Hossein Tabatabai Borujerdi
- Sanctuaire de Fatima Masoumeh